# Блие, Бертран
Бертра́н Блие́ (фр. Bertrand Blier; 14 марта 1939[…], Булонь-Бийанкур — 20 января 2025[…], IX округ Парижа) — французский кинорежиссёр, сценарист, писатель, киноактёр.

## Биография
Бертран Блие родился 14 марта 1939 года в парижском пригороде Булонь-Бийанкур (департамент О-де-Сен), в семье актёра Бернара Блие (1916—1989) и Жизель Брюне (фр. Giselle Brunet, 1917—1991).

### Начало карьеры
Карьеру режиссёра в кинематографе Блие начал в 1963 году с документальной картины «Гитлер? Не знаю такого» (фр. Hitler, connais pas). Затем последовала короткометражная лента «Гримаса» (1966), в которой сыграл известный в будущем актёр Жак Перрен. Полнометражным дебютом Блие стал триллер 1967 года «Если бы я был шпионом», главную роль в котором сыграл отец режиссёра Бернар Блие.

### 1970-е годы
В 1970 году Блие стал соавтором сценария комедийного боевика Жоржа Лотнера «Пусть звучит этот вальс».
Широкая известность пришла к Блие в 1974 году, после выхода его скандальной и провокационной картины «Вальсирующие», поставленной по собственной повести, опубликованной в 1972 году. Фильм послужил толчком в карьере молодых актёров Жерара Депардьё, Патрика Девера и Миу-Миу. Эта троица привлекла к себе такое внимание, что Серджо Леоне хотел пригласить всех троих в спагетти-вестерн «Гений, два земляка и птенчик», поставленный в 1975 году Дамиано Дамиани, но в итоге в том фильме сыграла только Миу-Миу. В 2019 году Джон Туртурро снял своеобразный ремейк «Вальсирующих» — «Дальше некуда».
В начале 1978 года вышла комедия Блие «Приготовьте ваши носовые платки» (в ней вновь сыграли Депардьё и Девер); 9 апреля 1979 года эта работа была удостоена премии «Оскар» за лучший фильм на иностранном языке. Национальное общество кинокритиков США признало эту картину лучшим фильмом года. При этом на национальной премии «Сезар» единственной номинацией и наградой для фильма стала премия за лучшую музыку (Жорж Делерю).
Весьма заметной стала и вышедшая в 1979 году сюрреалистическая картина «Холодные закуски» с участием Депардьё и отца режиссёра, за неё Блие получил премию «Сезар» за лучший оригинальный или адаптированный сценарий.

### 1980-е годы
В 1981 году вышел фильм Блие «Отчим» с Патриком Девером в главной роли, за которую актёр был номинирован на премию «Сезар».
В 1983 году состоялась премьера комедии «Женщина моего друга», в которой сыграли Колюш и Изабель Юппер.
В 1984 году Блие по собственному сценарию поставил драму «Наша история» с Аленом Делоном в главной роли. За эту работу Делон получил свою единственную в карьере премию «Сезар» за лучшую мужскую роль, а Блие за этот фильм был удостоен «Сезара» за лучший сценарий.
В 1986 году вышел фильм «Вечернее платье», в котором Блие вновь шокировал публику смелым разговором о свободных отношениях и гомосексуальности. Изначально Блие хотел, чтобы в фильме сыграли, как и в «Вальсирующих», Депардьё, Девер и Миу-Миу, но Девер покончил с собой в 1982 году, и третью главную роль исполнил Мишель Блан. Фильм получил 8 номинаций на премию «Сезар», но не выиграл ни в одной.
Ещё один фильм с Депардьё в главной роли — мелодрама «Слишком красива для тебя» (1989) — принёс Блие Гран-при Каннского кинофестиваля, а также премии «Сезар» за лучший фильм, лучшую режиссуру и лучший сценарий.

### 1990-е годы

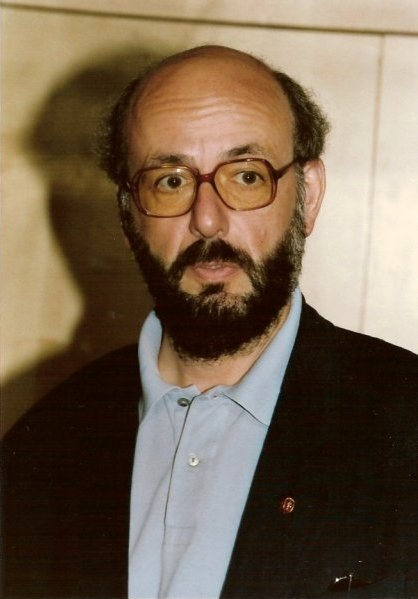
1990 год

В 1991 году вышел фильм «Спасибо, жизнь», в котором сыграли молодая Шарлотта Генсбур и тогдашняя подруга Блие Анук Гринберг. Фильм был номинирован на «Сезар» в нескольких категориях, включая «лучший фильм» и «лучшая режиссура», но премию получил только Жан Карме за лучшую роль второго плана.
Также в начале 1990-х годов Блие сыграл небольшую роль священника в комедии Жозиан Баласко «Дьявольская жизнь» (Баласко ранее исполнила одну из главных ролей в фильме Блие «Слишком красива для тебя»).
Ещё раз Блие снял Анук Гринберг в главной роли в фильме 1993 года «Раз, два, три... замри!». Блие был номинирован на «Сезар» как лучший режиссёр, а Гринберг — как лучшая актриса. Марчелло Мастроянни на 50-м Венецианском фестивале получил за работу в этом фильме премию за лучшую мужскую роль второго плана, также картина была удостоена одной из независимых премий — Гран-при Европейской академии.
Премьера фильма 1996 года «Мужчина моей жизни» с Анук Гринберг в главной роли состоялась на Берлинском кинофестивале, актриса была удостоена «Серебряного медведя» за лучшую женскую роль.

### 2000-е и 2010-е годы

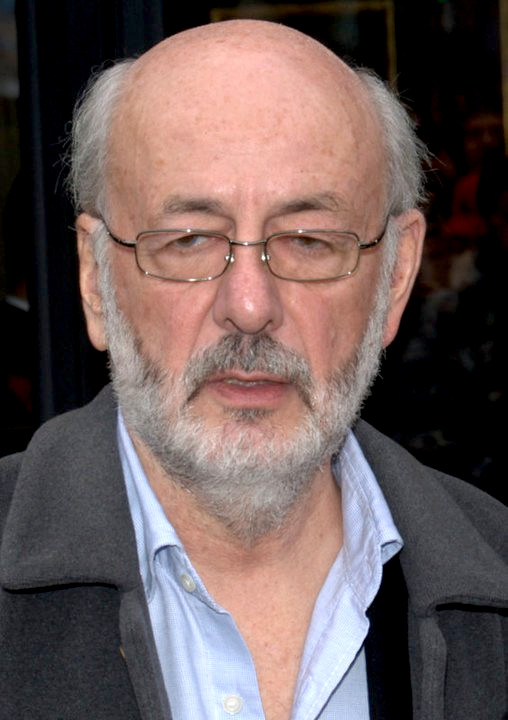
2011 год

В 2000 году вышла комедия «Актёры», в которой снялись многие звёзды французского кино второй половины XX века: Ален Делон, Жан-Поль Бельмондо, Мишель Пикколи, Мишель Серро, Жерар Депардьё, Клод Брассёр и многие другие. Сам Блие также сыграл небольшую роль.
В 2003 году Блие экранизировал собственную пьесу 1997 года, премьера фильма «Отбивные» состоялась на Каннском кинофестивале. Главные роли исполнили прславленные актёры Филипп Нуаре и Мишель Буке, а женскую роль исполнила новая подруга режиссёра актриса Фарида Рахуадж.
Одна из поздних работ режиссёра «Сколько ты стоишь?» (2005), в которой сыграли Депардьё и Моника Беллуччи, принесла Блие «Серебряного Святого Георгия» за лучшую режиссуру на Московском международном кинофестивале 2006 года.
В 2010 году вышел фильм «Кусочки льда» с Жаном Дюжарденом в главной роли. Блие был номинирован на «Сезар» за лучшую режиссуру и лучший сценарий.
Последней работой режиссёра стала комедия 2019 года «Исключительный кортеж», в которой снялиcь Жерар Депардьё, Кристиан Клавье и Фарида Рахуадж.

## Личная жизнь
Первая жена — Франсуаза, на которой Блие женился в возрасте 20 лет. От второй жены Катрин Флорен у Блие была дочь Беатрис. В 1990-е годы жил с актрисой Анук Гринберг, которая родила Блие сына Леонара (род. 1993). Позднее Гринберг вышла замуж за математика Мишеля Бруе. Также Блие был женат на актрисе Фариде Рахуадж (род. 1965), которая родила дочь Лейлу.
Умер 20 января 2025 года в Париже в возрасте 85 лет.

## Фильмография

### Режиссёр
- 1963 — Гитлер? Не знаю такого / Hitler, connais pas (документальный)
- 1966 — Гримаса[фр.] / La Grimace (к/м)
- 1967 — Если бы я был шпионом[фр.] / Si j'étais un espion
- 1974 — Вальсирующие / Les Valseuses
- 1976 — Покой / Calmos
- 1977 — Приготовьте ваши носовые платки / Préparez vos mouchoirs
- 1979 — Холодные закуски / Buffet Froid
- 1981 — Отчим / Beau Pere
- 1983 — Женщина моего друга[фр.] / La Femme de mon pote
- 1984 — Наша история / Notre Histoire
- 1986 — Вечернее платье / Tenue de Soirée
- 1989 — Слишком красива для тебя / Trop Belle Pour Toi
- 1991 — Спасибо, жизнь / Merci La Vie
- 1993 — Раз, два, три... замри! / Un, deux, trois, soleil
- 1996 — Мужчина моей жизни / Mon homme
- 2000 — Актёры / Les acteurs
- 2003 — Отбивные / Les Côtelettes
- 2005 — Сколько ты стоишь? / Combien tu m’aimes?
- 2010 — Кусочки льда / Le Bruit des glaçons
- 2019 — Исключительный кортеж[фр.] / Convoi exceptionnel

### Сценарист
- 1971 — Пусть звучит этот вальс / Laisse aller… c’est une valse
- 1994 — Коварство славы / Grosse fatigue
- 2004 — Распутники / Pédale dure

## Награды и номинации
- Сезар (вручается с 1976 года)
  - Лучший фильм
    - 1987: «Вечернее платье» — номинация
    - 1990: «Слишком красива для тебя» — победа
    - 1992: «Спасибо, жизнь» — номинация

  - Лучшая режиссура
    - 1987: «Вечернее платье» — номинация
    - 1990: «Слишком красива для тебя» — победа
    - 1992: «Спасибо, жизнь» — номинация
    - 1994: «Раз, два, три... замри!» — номинация
    - 2011: «Кусочки льда» — номинация

  - Лучший оригинальный сценарий
    - 1985: «Наша история» — победа
    - 2011: «Кусочки льда» — номинация

  - Лучший оригинальный или адаптированный сценарий
    - 1980: «Холодные закуски» — победа
    - 1987: «Вечернее платье» — номинация
    - 1990: «Слишком красива для тебя» — победа
    - 1992: «Спасибо, жизнь» — номинация